# خوسيه ريكاردو بيريز
خوسيه ريكاردو بيريز (بالإسبانية: José Ricardo Pérez) (24 أكتوبر 1963 بكالي في كولومبيا - ) هو مدرب كرة قدم ولاعب كرة قدم كولومبي في مركز الوسط.

## مسيرته المهنية
شارك في كأس العالم 1990. وشارك مع منتخب كولومبيا لكرة القدم. أما مع النوادي، فقد لعب مع أتلتيكو جونيور وأتلتيكو ناسيونال وأونس كالداس وإنديبندينتي ميديلين وإنديبنديينتي سانتا في.

## وصلات خارجية
- خوسيه ريكاردو بيريز على موقع الاتحاد الدولي (مؤرشف)  (الإنجليزية)
- خوسيه ريكاردو بيريز على موقع الاتحاد الأوربي (الإنجليزية)
- خوسيه ريكاردو بيريز على موقع قاعدة بيانات كرة القدم.إي يو (الإنجليزية)
- خوسيه ريكاردو بيريز على موقع ناشيونال فوتبول تيمز (الإنجليزية)
- خوسيه ريكاردو بيريز على موقع عالم كرة القدم.نت (الإنجليزية)